# Francisco Beltrán y de Torres
Francisco Beltrán y de Torres (1869-1935) fue un librero, escritor y traductor español. Entre los seudónimos que se le han adjudicado se encuentra el de «Carlos de Batlle».

## Biografía
Nació en Madrid en 1869 y fue librero y editor. Se le ha atribuido el seudónimo «Carlos de Batlle», al que se corresponden colaboraciones en La Ilustración Española y Americana, la labor de redactor de La Correspondencia Militar y la publicación de obras como Luces y colores (cuentos, Madrid, 1897), Querer es poder (Madrid, 1897), Nostálgicas (1899), Fray Gabriel (novela, 1900) y El justo medio (comedia, 1901). Otros seudónimos empleados por Beltrán habrían sido «Pedro González Blanco», «Joyzelle» y «William Sanders». Falleció en 1935.